# Hermoniana
Hermoniana is een geslacht van rechtvleugeligen uit de familie sabelsprinkhanen (Tettigoniidae). De wetenschappelijke naam van dit geslacht is voor het eerst geldig gepubliceerd in 2004 door Broza, Ayal & Pener.

## Soorten
Het geslacht Hermoniana omvat de volgende soorten:
- Hermoniana blondheimae Broza, Ayal & Pener, 2004
- Hermoniana brozai Ünal, 2006